# Первоцвіт весняний

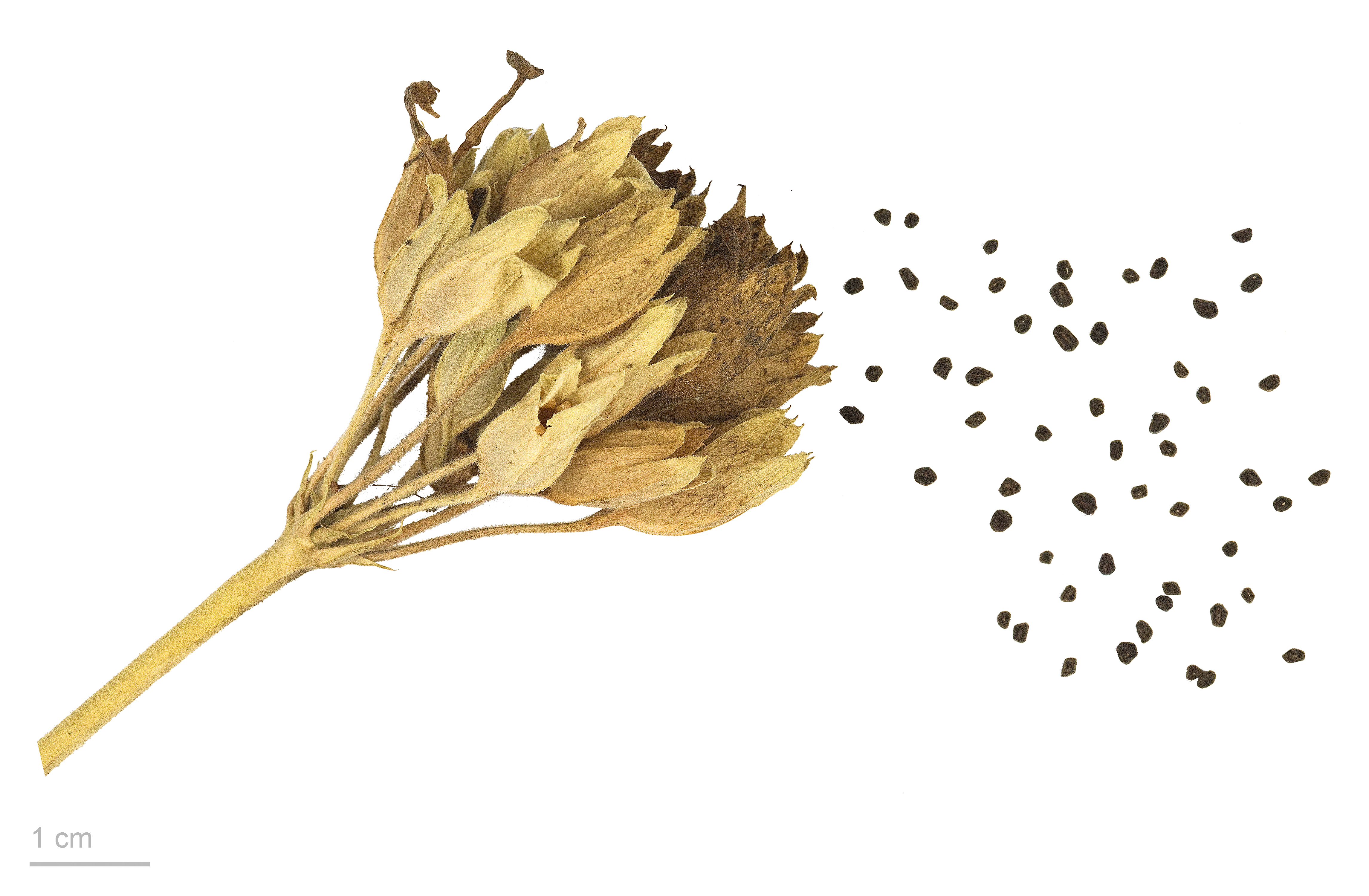
Primula veris — Тулузький музей

Первоцві́т весняни́й, або первоцвіт лікарський (Primula veris L.; Primula officinalis Hill.). Місцеві назви — баранці, жовтуха, миколайчики тощо.

## Опис

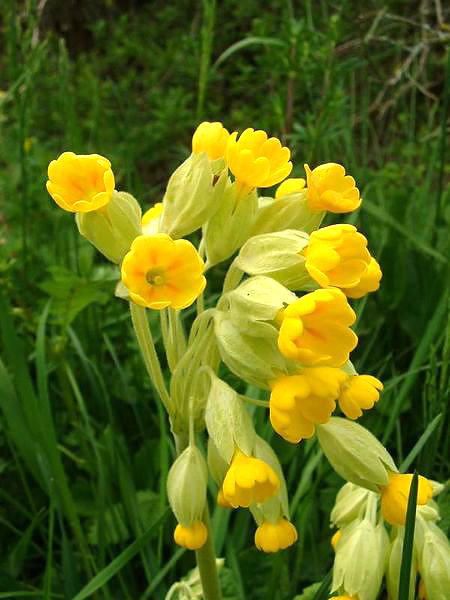
Квіти

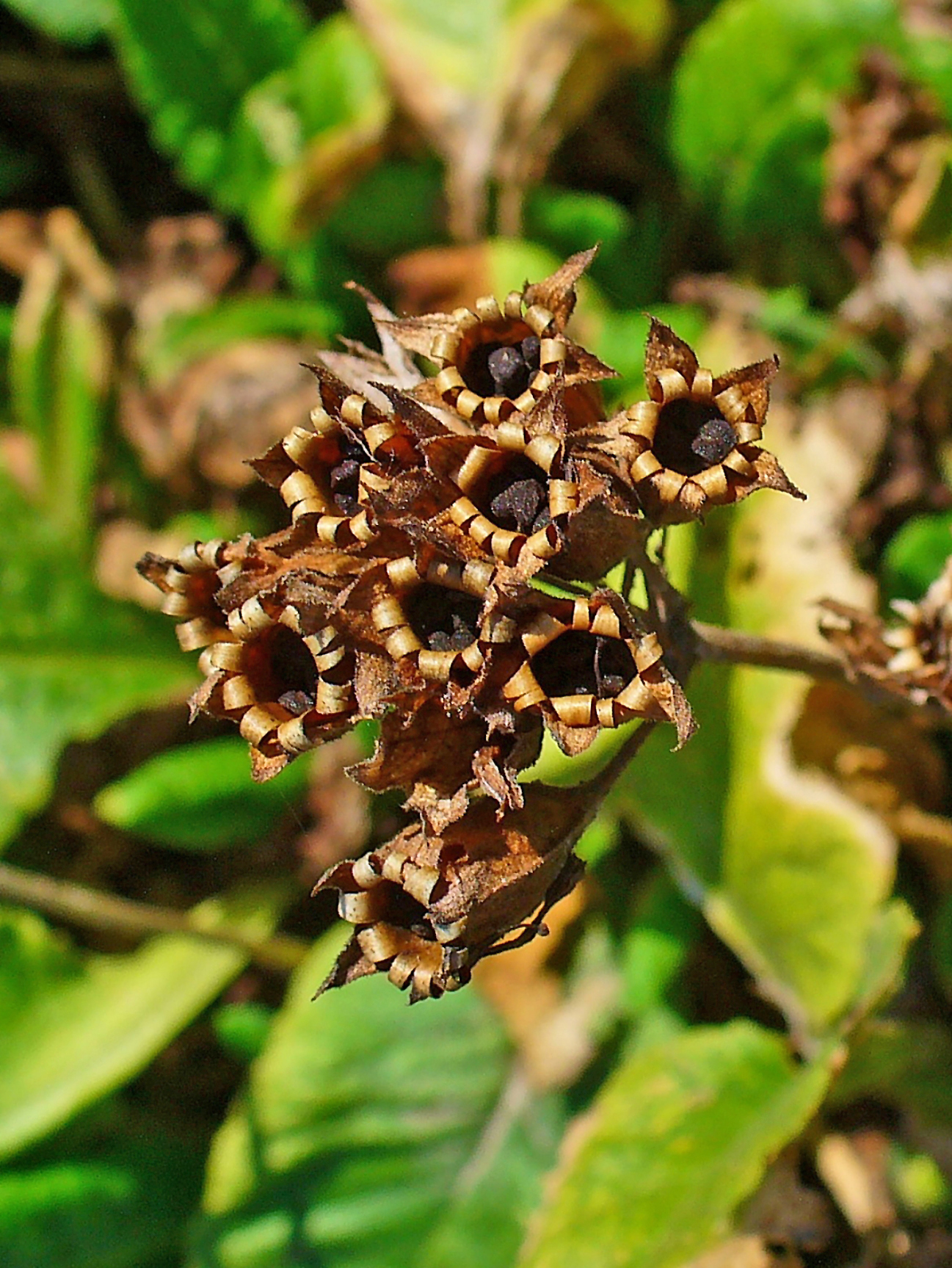
Плід

Багаторічна трав'яниста рослина родини первоцвітних

(5-30 см. заввишки) з косим кореневищем, розеткою прикореневих листків і квітконосними стрілками.
Листки (5-20 см. завдовжки) яйцеподібні або довгасто-місяцеподібні, тупі, зморшкуваті, з хвилястим зарубчасто-виїмчастим краєм, опушені або майже голі з вузькокрилатим черешком.
Суцвіття зонтикоподібне, однобічне, з обгорткою з лінійних листочків. Квітки правильні, зрослопелюсткові, на квітконіжках. Чашечка п'ятигранна, розсічена на п'ять трикутних зубців, після цвітіння здута. Віночок яскраво-жовтий, з довгою трубкою і п'ятизубчастим відгином. Тичинок п'ять, маточка одна з верхньою зав'яззю, одним стовпчиком (коротким або довгим у різних квітках) і головчастою приймочкою.
Плід — яйцеподібна коробочка.

## Екологія
Росте первоцвіт у мішаних лісах, на галявинах, серед чагарників. Тіньовитривала рослина.
Цвіте у квітні — травні.

## Поширення
- Азія
  - Західна Азія: Іран; Туреччина
  - Кавказ: Вірменія; Азербайджан; Грузія
- Європа
  - Північна Європа: Данія; Фінляндія; Ірландія; Норвегія; Швеція; Велика Британія
  - Середня Європа: Австрія; Бельгія; Чехія; Німеччина; Угорщина; Нідерланди; Польща; Словаччина; Швейцарія
  - Східна Європа: Білорусь; Естонія; Латвія; Литва; Молдова; Російська Федерація — Європейська частина; Україна (вкл. Крим)
  - Південно-Східна Європа: Албанія; Болгарія; Хорватія; Греція; Італія; Північна Македонія; Румунія; Сербія; Словенія
  - Південно-Західна Європа: Франція; Іспанія

Натуралізований в Північній Америці (Канада, США).

### Поширення в Україні
Поширена у лісових і лісостепових районах, частіше на Правобережжі, а також у Криму. Райони заготівель — Волинська, Рівненська, Житомирська, Хмельницька, Вінницька, Київська, Полтавська, Чернігівська, Сумська та Харківська області. Запаси сировини значні.
Підвид первоцвіта весняного Primula veris subsp. intermedia Hricak (первоцвіт проміжний) є ендемічним для Криму.

## Практичне використання

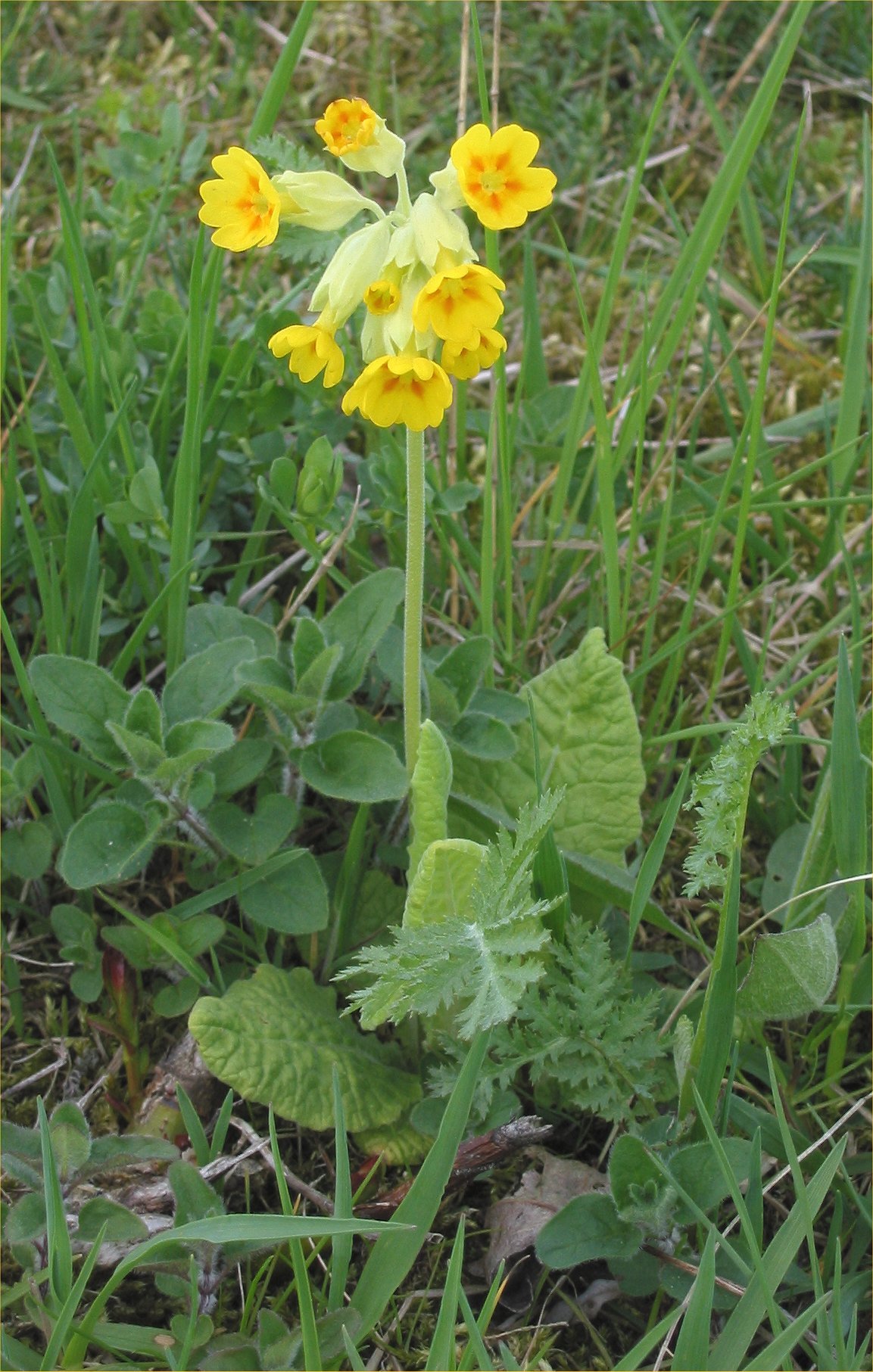
Первоцвіт весняний

Лікарська, вітамінозна, харчова, медоносна, фарбувальна, декоративна рослина.

### У науковій медицині
Використовують листки первоцвіту — лат. Folium Primuiae, квітки — лат. Flores Primulae i кореневища з коренями — лат. Radix Primulae.
Листки застосовують як вітамінний засіб для приготування концентратів вітаміну С, які рекомендують для лікування гіпо- і авітамінозів. Корені містять сапоніни, глюкозиди, сліди ефірної олії, вітаміни А і С. Корені застосовують як ефективний відхаркувальний засіб при хворобах дихальних шляхів, особливо при бронхіті, пневмонії, коклюші, астмі і як сечогінний і потогінний засіб при грипі.

### У народній медицині
Квітки первоцвіту використовують як потогінний засіб при простуді, мігренях, запамороченні голови, безсонні, пропасниці, хворобах серця і туберкульозі легень.
Відвар коренів застосовують при бронхіті, запаленні легень, коклюші, як болезаспокійливий засіб (при болях у суглобах), при хронічних запорах, головних болях, всіх хворобах сечостатевих шляхів і нирок.
Порошок з товчених листків первоцвіту приймають при недостачі вітамінів у організмі, в'ялості, відсутності апетиту, хворобах ясен.
Використовується первоцвіт у гомеопатії, а водні відвари всієї рослини у ветеринарії.

### У харчуванні
Первоцвіт весняний належить до цінних вітамінозних рослин, у листках його містяться вітамін С (400 — 500 мг%), каротин. Молоді листки використовують для приготування супів, борщів, салатів. У деяких країнах Європи культивують як салатну рослину. З квіток первоцвіту шляхом зброджування з цукром або медом готують поживний прохолодний напій.
Як медоносна рослина рано навесні дає підтримуючий взяток. Трава і квітки дають буро-сливкову фарбу.

## Збирання, переробка та зберігання
Кореневища з коренями збирають восени, викопуючи їх лопатами. Струшують землю, обрізують надземні частини і швидко миють у холодній проточній воді. Після попереднього пров'ялювання на відкритому повітрі сушать на горищах під залізним дахом, під наметами з гарною вентиляцією або в сушарках при температурі 40-50°, розстилаючи тонким шаром на папері, тканині або решетах. Суху сировину пакують у мішки або тюки вагою по 40—50 кг. Зберігають у сухих, добре провітрюваних приміщеннях. Строк зберігання — два роки.
Листки збирають на початку цвітіння, зриваючи їх руками або зрізуючи ножами. Швидко сушать на горищах під залізним дахом або в сушарках при температурі 70_80, розстилаючи їх тонким шаром. Сухі листки пакують, пресуючи в мішки вагою по 40-50кг Зберігають у сухих, добре провітрюваних приміщеннях.
Квітки збирають на початку цвітіння, зриваючи руками і складаючи у невеликі кошики. Сушать під наметами з достатньою вентиляцією, розстилаючи тонким шаром. Пакують у металеві банки по 5 або 10 кг і зберігають у сухих, добре провітрюваних приміщеннях.

## Фотогалерея
| Первоцвіт весняний в природі та в культурних посадках. |